# La Verneda i la Pau
La Verneda i la Pau (in spagnolo: La Verneda y la Paz) è un quartiere del distretto di Sant Martí della città di Barcellona.
La Verneda è localizzata nel nucleo originario dell'antico paese di Sant Martí de Provençals, che risale al 1052 e prende il nome dagli ontani che crescevano lungo le rive dei corsi d'acqua e che in catalano si chiamano vern.
Fino agli anni cinquanta, il territorio veniva utilizzato soprattutto per l'agricoltura e si potevano scorgere diverse masías, un tipo di costruzione rurale molto comune nella Vecchia Catalogna. Successivamente, a seguito della elevata domanda di abitazioni in conseguenza del massiccio arrivo di immigrati, si cominciò la costruzione degli edifici e delle infrastrutture che hanno originato l'attuale quartiere.